# 不眠之夜 (戲劇)
不眠之夜（英語：Sleep No More）是劇場公司Punchdrunk所创作的沉浸式戏剧，其內容根據威廉·莎士比亚《麦克白》、黑色电影以及佩斯利女巫等故事情節改編而來。2011年3月7日，不眠之夜在美国紐約首演。
2016年12月14日，Punchdrunk International在与上海广播电视台旗下的上海文广演艺（集团）有限公司合作下，不眠之夜開始在上海市演出，表演地點位于静安区北京西路的麥金儂酒店。
不眠之夜與一般戲劇不同的是，观众不必坐在觀眾席，他们可以戴着面具，跟随演员移动。此外不眠之夜一場演出時間基本只有3小時，僅看一場演出根本無法獲知所有劇情。以在上海演出的不眠之夜為例，其演出地點為6层建筑物，內有90个房间，參演演員為24名演员，因而带来紛繁複雜的故事劇情，因此多次反复购票的观众比例很高。

## 外部鏈接
- 不眠之夜（上海） （页面存档备份，存于）